# Ruta de Rhode Island 1A
La Ruta de Rhode Island 1A (en inglés: Rhode Island Route 1A) es una carretera estatal estadounidense ubicada en el estado de Rhode Island. La carretera inicia en el Norte desde la US 1     en Westerly hacia el Sur en la US 1     en Narraganset, y tiene longitud de 55,4 km (34.4 mi).

## Historia
El segmento de 19.0-millas (30.6 km) desde la antigua U.S. 1 en el centro de Wakefield a la actual US 1 cerca de Wickford, ahora parte de la sección 5 de arriba, en la que una vez fue Ruta 1B. Fue renumerada a Ruta 1A en 1934.

## Mantenimiento
Al igual que las autopistas interestatales, y las rutas federales y el resto de carreteras estatales, la Ruta de Rhode Island 1A es administrada y mantenida por el Departamento de Transporte de Rhode Island por sus siglas en inglés RIDOT.

## Cruces
La Ruta de Rhode Island 1A es atravesada principalmente por la US 1     – Westerly, North Kingstown. La ruta está divida en 5 secciones. 